# 肯伍德 (紐約州)
肯伍德（英語：Kenwood）是位於美國紐約州麥迪遜縣的非建制地區。

## 歷史
肯伍德的郵局自1889年營運至今。

## 地理
肯伍德所處的海拔為高於海平面154米（即505英呎），而該地所採用的時區為UTC-5，即北美东部时区（EST）。同時該地設有夏令時間，為UTC-5調快一小時，即UTC-4（EDT）。